# کینه ۲
کینه ۲ (به انگلیسی: The Grudge 2) فیلمی آمریکایی محصول سال ۲۰۰۶ است. این فیلم دنباله‌ای بر فیلم ترسناک کینه (۲۰۰۴) به‌شمار می‌رود.

## داستان
پس از اتفاقات رخ داده در فیلم اول آبری خواهر کارن به توکیو می آید که او را از بیمارستان در آورد و به خانه بیاورد کارن که توسط روح کایاکو اذیت می شود و سعی می کند برای نجات خواهرش خودکشی کند که کایاکو به دنبال آبریزش نرود.پس پس از مرگ کارن،آبری همراه با خبرنگاری...

## دنباله
کینه ۳ ادامه قسمت این فیلم است که در سال ۲۰۰۹ اکران شد.